# Weikersdorf bei Baden
Die Herrschaft Weikersdorf bei Baden war eine Grundherrschaft im Viertel unter dem Wienerwald im Erzherzogtum Österreich unter der Enns, dem heutigen Niederösterreich.

## Ausdehnung
Die Herrschaft, der auch die Herrschaften Rauhenstein und Vestenrohr angehörten, umfasste zuletzt die Ortsobrigkeit über Weikersdorf, Alland, Breiten, Rohr, Thurngasse, Dörfl, Rauhenstein und St. Helena. Der Sitz der Verwaltung befand sich im Schloss Weikersdorf.

## Geschichte
Die letzten Inhaber der Allodialherrschaft waren Ignaz Freiherr von Doblhoff (1776–1856) und die Erben des 1831 verstorbenen Joseph von Doblhoff, als das Allod in den Reformen 1848/1849 aufgelöst wurde.